# KMess
KMess è un client alternativo di MSN Messenger per Linux. Permette ai suoi utenti di comunicare via chat con i propri amici attraverso la .NET Messenger Service, così come fanno gli utenti windows tramite Windows Live Messenger o quelli Mac attraverso Microsoft Messenger for Mac. La forza di Kmess sta nella sua integrazione con KDE e inoltre fornisce un'interfaccia gradevole e di facile utilizzo.
Come molte altre applicazioni Linux e KDE, Kmess è un software distribuito tramite licenza GPL.

## Caratteristiche

### Versione attuale

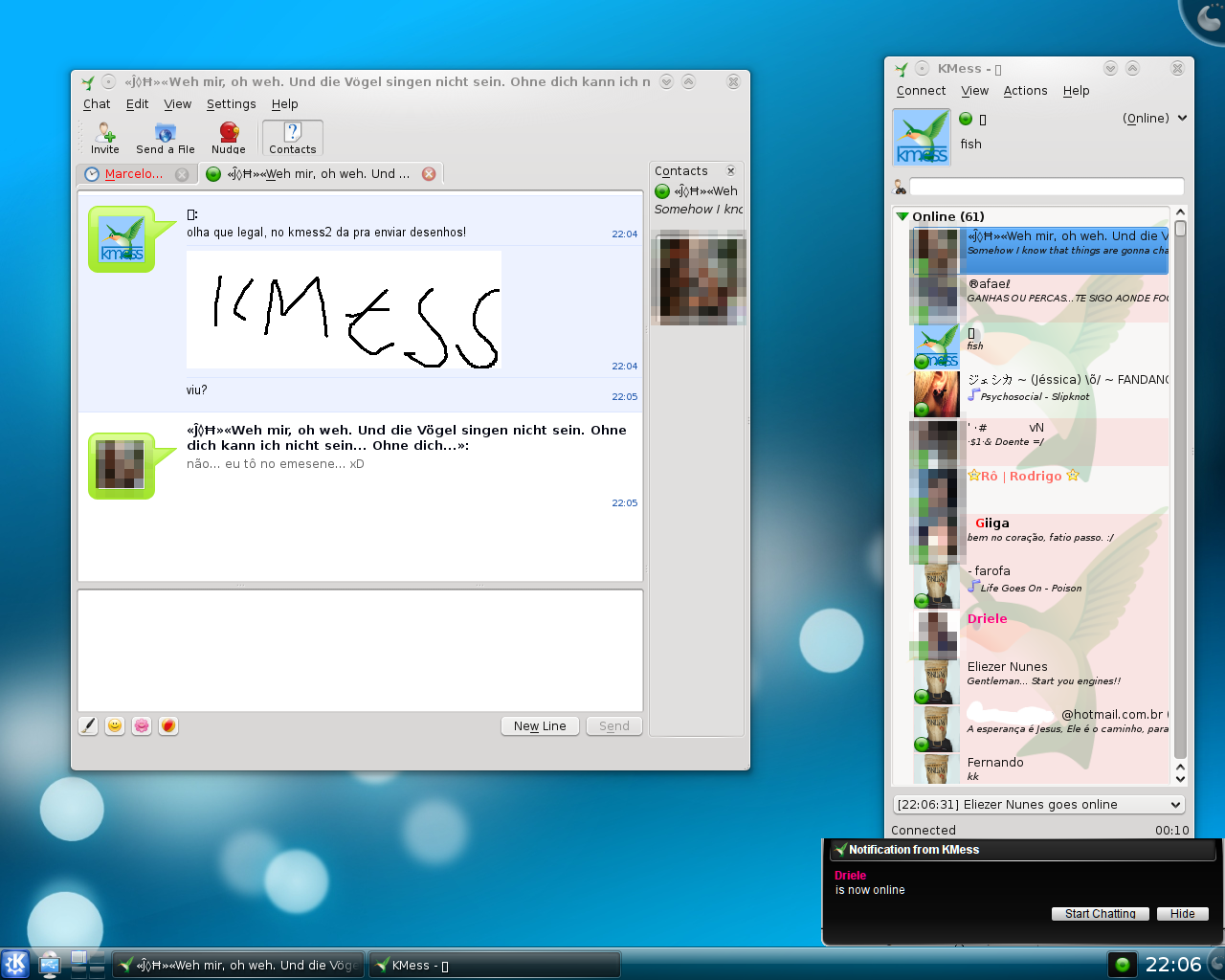
KDE 4.2.1 Desktop con la finestra principale di KMess e i popup di notifica

L'attuale versione stabile, 2.0, contiene varie caratteristiche quali:
- Integrazione con KDE 4
- Chat di gruppo
- Possibilità di avere più conversazioni in un'unica finestra (Tabbed chatting)
- Archiviazione delle sessioni di chat e visualizzatore delle stesse

### Interoperabilità
- Immagine personale
- Trasferimento di file
- Trilli, emoticon e messaggi off-line
- Raggruppa i messaggi dallo stesso contatto
- Stili di chat differenti
- Registra le conversazioni formattate
- Notifiche delle email Hotmail